# École européenne supérieure d'art de Bretagne (Lorient)
Pour les articles homonymes, voir École des beaux-arts.
L’École européenne supérieure d'art de Bretagne de Lorient (EESAB), anciennement appelée école des beaux-arts de Lorient, est une école artistique publique fondée en 1769, située depuis 2000 rond-point d'Écosse.

## Historique

### L'École municipale des beaux-arts
L'école fait aujourd'hui partie du Carré des Arts. Depuis le 1er janvier 2011, les quatre écoles supérieures d’art de Bretagne (Brest, Lorient, Quimper et Rennes) sont réunies au sein d’un seul établissement : l'École européenne supérieure d'art de Bretagne (EESAB).
C'est en 1769 que fut créée à Lorient la première école d'art. De 1914 à 1940, elle fonctionne  de concert avec l'école de musique. Ces cours sont uniquement dispensés le soir et le samedi après-midi et ne concernent uniquement que l'initiation au modelage, et à l'enseignement de la peinture pour un public d'amateurs passionnés.
Après la Seconde Guerre mondiale, et la reconstruction de la ville les cours reprennent comme par le passé et il est envisagé dans les années 1950 à l'initiative de monsieur Jean-Yves Couliou (1916-1995), et de son collègue Claude Huart, tous les deux enseignants au Lycée Dupuy-de-Lôme d'élargir cet enseignement et son public.
C'est ainsi que le 6 novembre 1961 ouvre après délibération du conseil municipal du 4 novembre 1961  l'école des beaux-arts de Lorient dans l'ancienne école primaire de Lanveur, rue Comtesse de Ségur. Des crédits sont votés pour l'achat du matériel nécessaire à l'enseignement du dessin, de la peinture, sculpture et de la céramique, et enfin à partir du 1er mars 1962 de l'architecture. Pour la seule année scolaire 1961/1962 on note 300 inscrits dont 250 un directeur et neuf enseignants à temps partiel. Pour l'année scolaire 1963/1964 un poste à temps complet est créé ainsi que trois postes de professeurs. 83 élèves permanents sont inscrits ainsi que 200 élèves qui suivent les cours du soir. Dans son règlement il est précisé qu'il prépare au CAFAS entre 1954 et 1973, aux métiers d'art, à la préparation aux grandes écoles ainsi qu'au diplôme de commis d'architecte après deux à trois ans d'étude.
L'école passe en 2ème catégorie, par arrêté du 9 décembre 1965 recevant ainsi une subvention de l'État en vue de la recherche de nouveau locaux et l'école peut ainsi préparer au diplôme national des beaux-arts (DNBA). Tous les cours sont gratuit, les fournitures scolaires restant à la charge des élèves. Les cours du soir sont donnés quatre fois par semaine (dessin, croquis, céramique de 18h30 à 20h30, pour les scolaires de 10 à 20 ans, les cours sont dispensés de 14h à 16h le jeudi et pour la peinture le samedi après-midi de 14h à 17h. Par arrêté du 20 juillet 1970, l'école est autorisée à préparer la section peinture, décoration et sculpture du DNBA. Les locaux représentent une superficie de 2 700 mètres carrés en 1972 mais sont dans un état déplorable et insuffisants.
L'école s'installe dans de nouveaux locaux, no 9 rue Jules-Legrand, Claude Huart fera ouvrir un atelier de lithographie comprenant plusieurs presses. C'est une ancienne école (Institution Jeanne-d'Arc) qui est entièrement réaménagée avec l'apport de deux constructions neuves en octobre 1976. On y trouve un studio et un laboratoire photographique, des ateliers pour le travail du bois, de la pierre, des matières plastiques, des métaux, de la céramique, ainsi qu'un centre de documentation, et une bibliothèque, une salle d'exposition et un foyer pour les étudiants.
Puis, en 2000, l'école déménage à nouveau pour de plus vastes locaux sur le site de Kergroise, dans l'ancienne usine de fabrication de peinture.

### L'École européenne supérieure d'art de Bretagne

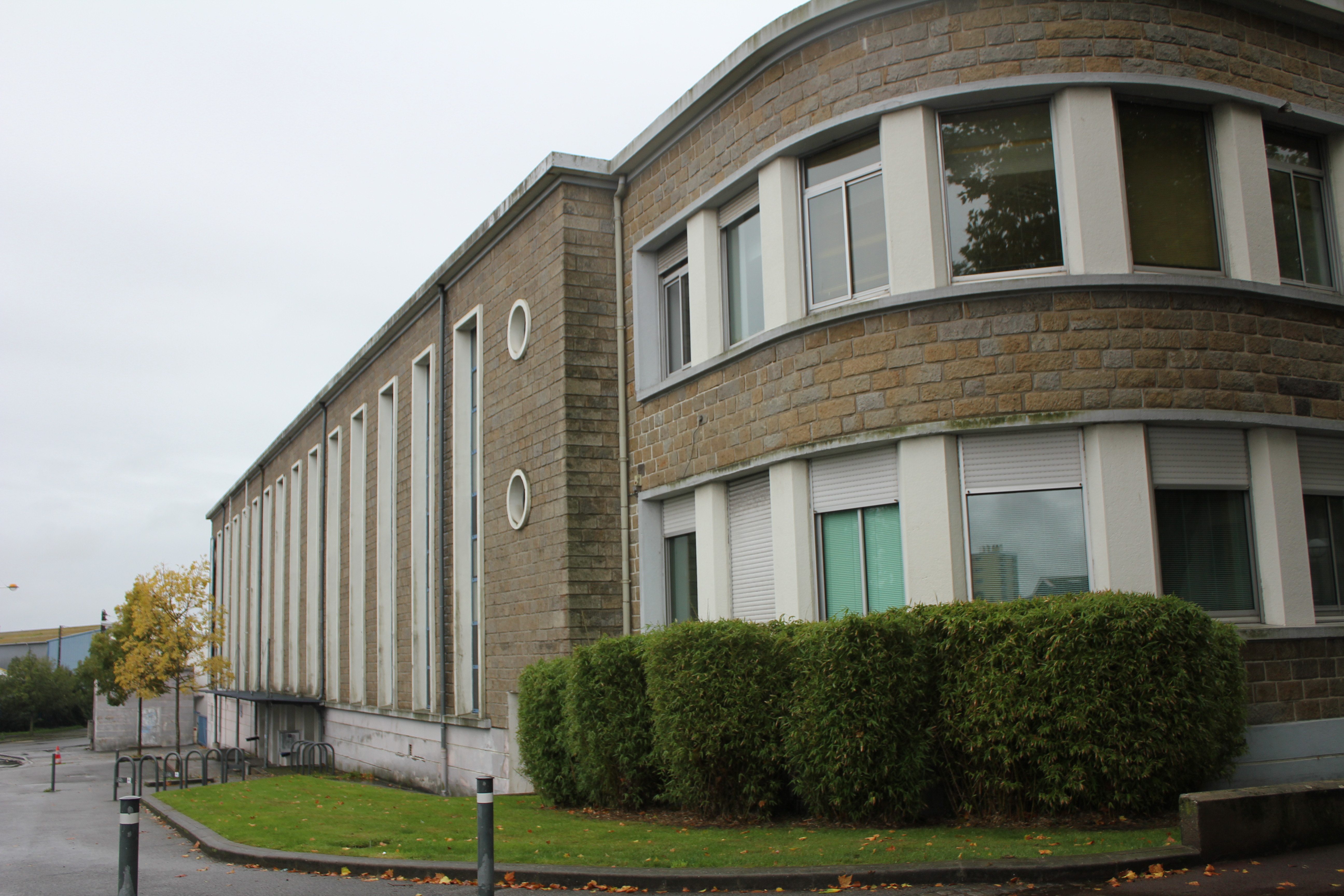
L'École européenne supérieure d'art de Bretagne à Lorient.

L'école des beaux-arts de Lorient rejoint en 1991 l'association des écoles supérieures d'art de Bretagne.
Le site de Lorient prépare aux diplômes DNA option Art, DNA option Communication et au DNSEP option Art. L'établissement propose des cours tout public. Depuis 2018, le site de Lorient propose un DNSEP mention Arts Visuels pour le Journalisme, valant grade de master.

## Directeurs
- 1961 - 1963 : Yves Le Goff (1921-2018),
- 1964 - 1987 : Claude Huart
- 1987 - 1988 : Gérard Vienne
- 1989 - 2003 : Jean-Yves Boislève
- 2003 - 2015 : Pierre Cochard
- 2015 - 2023 : Roland Decaudin,

## Enseignants
- Albert Baudeau, enseigne l'architecture en 1964/65 (4h)
- Jean-Yves Couliou (1916-1995)
- Delayre, 1960 à 1967
- Fatus, de 1960 à 1967
- Gérard Gautron à temps complet à partir de 1963 (12h), la peinture
- Camille Gefflot, de octobre 1962 à 1995[1], enseigne la décoration volume, dessin et géométrie avec 7 heures de cours ainsi que des cours de couleur et d'architecture d'intérieur.
- Claude Huart[2], enseigne l'histoire de l'art et la céramique
- Henri-Yves Jacquin[2], enseigne la perspective en 1964/65 (7h)
- Jean-Paul Jappé (1936), de 1961 à 1963
- Henri Joubioux, 1964/65, (7h)
- Jean-Jacques Le Bourhis, enseigne la décoration plane en 1964/65 (8h)
- Jean-Claude Le Floch (1945-2009), de 1986 à 1988
- Yves Le Goff de 1961 à 1963
- Benito Moreno, 1966/67, gravure
- Yves Oternaud (1937-2021), 1964/65, pour la décoration plane, arts graphiques et gravure des 2è année (16h)
- Robert Pernès (1936-1998), 1964/65, (7h) en 1967 en charge d'encadrer les recherches dessinées en 1ère année
- Pirioux, de 1960 à 1967l'anatomie
- Jacques Pronost (1928-2022), architecture (4h) en 1964/65
- Paul Quatrevaux (1936-2008) à temps complet de 1963, (16h de cours) modelage, volume, sculpture et croquis [Note 2]
- Maurice Romualdo-Hautefage (1905-1985), architecture actif en 1964/65 (4h)
- Vallin? actif en 1970, donnent des cours de commis d'architecte

## Élèves notables
- Julie C. Fortier
- Alain Gauthier 1966/67
- Pierrette Lenormand, élève de Huart et Jacquin [2]
- Jean-Claude Le Floch (1945-2009), élève de 1962 à 1967 admis au DNBA
- Marc Le Gurun dit Gurun (1950), élève en 1967 de Quatrevaux

- Yves Noblet (1949), élève de Gautron et Oternaud